# Oceanborn
Oceanborn este al doilea album al formației Nightwish realizat în octombrie 1998. 

## Lista pieselor
1. "Stargazers"  – 4:28
2. "Gethsemane"  – 5:22
3. "Devil & The Deep Dark Ocean"  – 4:46
4. "Sacrament of Wilderness"  – 4:12
5. "Passion and the Opera"  – 4:50
6. "Swanheart"  – 4:44
7. "Moondance"  – 3:31
8. "The Riddler"  – 5:16
9. "The Pharaoh Sails to Orion"  – 6:26
10. "Walking in the Air"  – 5:31
11. "Sleeping Sun" (Bonus; Toate edițiile din1999)  – 4:05
12. "Nightquest" (Bonus; ediție limitată japoneză)  – 4:16